# Ibn Džubajr
Ibn Džubajr (1145 Valencie - 1217 Alexandrie) byl arabský geograf, cestovatel a autor cestopisů původem z Andaluska (al-Andalus, část Španělska ovládaná Araby).

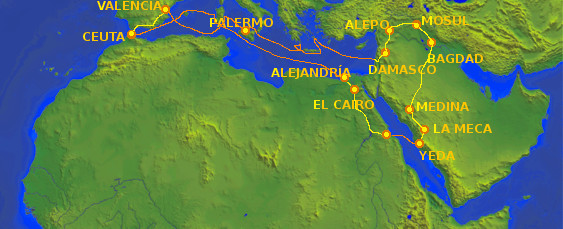
Cesta Ibn Džubajra z Granady do Mekky a zpět

Jako posel almohadského guvernéra Granady podnikl tři rozsáhlé cesty:
- 1183 pouť do Mekky přes Sardinii, Sicílii, Krétu, Egypt, Irák a Sýrii
- 1189–1191 přes Sýrii a Irák do Persie
- 1217 do Egypta

Ibn Džubajr je považován za zakladatele arabského žánru cestopisu známého jako rihla, psaného živou formou deníku. Jeho práce se staly vzorem pro zprávy od pozdějších cestovatelů.
Obzvláště zajímavé jsou Džubajrovy zprávy o koexistenci latinsko-křesťanských „Franků“ a muslimů v křižáckých státech. Vykresluje křesťanské křižáky jako spravedlivé hospodáře, kteří muslimským rolníkům pouze ukládali daně, a jinak jim poskytovali velkou svobodu. Tato zpráva, stejně jako další podobné zdroje, je často považována za důkaz mírového a tolerantního soužití mezi křižáky a místními obyvateli v křižáckých státech.
To by však nemělo zakrývat skutečnost, že Ibn Džubajr byl vůči křesťanům hluboce nepřátelský - popisuje je mj. jako „prasata“ a výslovně odmítá míchání kultur (které popsal jako „neštěstí pro muslimy“). Například když se sicilský král Vilém II. občas snažil přivést k palermskému dvoru muslimské učence, Ibn Džubajr poznamenal: „Kéž Bůh chrání muslimy před tímto sváděním!“